# Latrás
Latrás ist ein spanischer Ort in der Provinz Huesca der Autonomen Gemeinschaft Aragonien. Latrás, im Pyrenäenvorland liegend, gehört zur Gemeinde Sabiñánigo. Der Ort hatte im Jahr 2015 zehn Einwohner.

## Geographie
Der Ort liegt etwa 20 Straßenkilometer südwestlich von Sabiñánigo, er ist über die N330 und danach über die Landstraße HU-V-3003 zu erreichen. 

## Sehenswürdigkeiten
- Pfarrkirche Santa Catalina aus dem 17. Jahrhundert